# 뉴질랜드의 역사

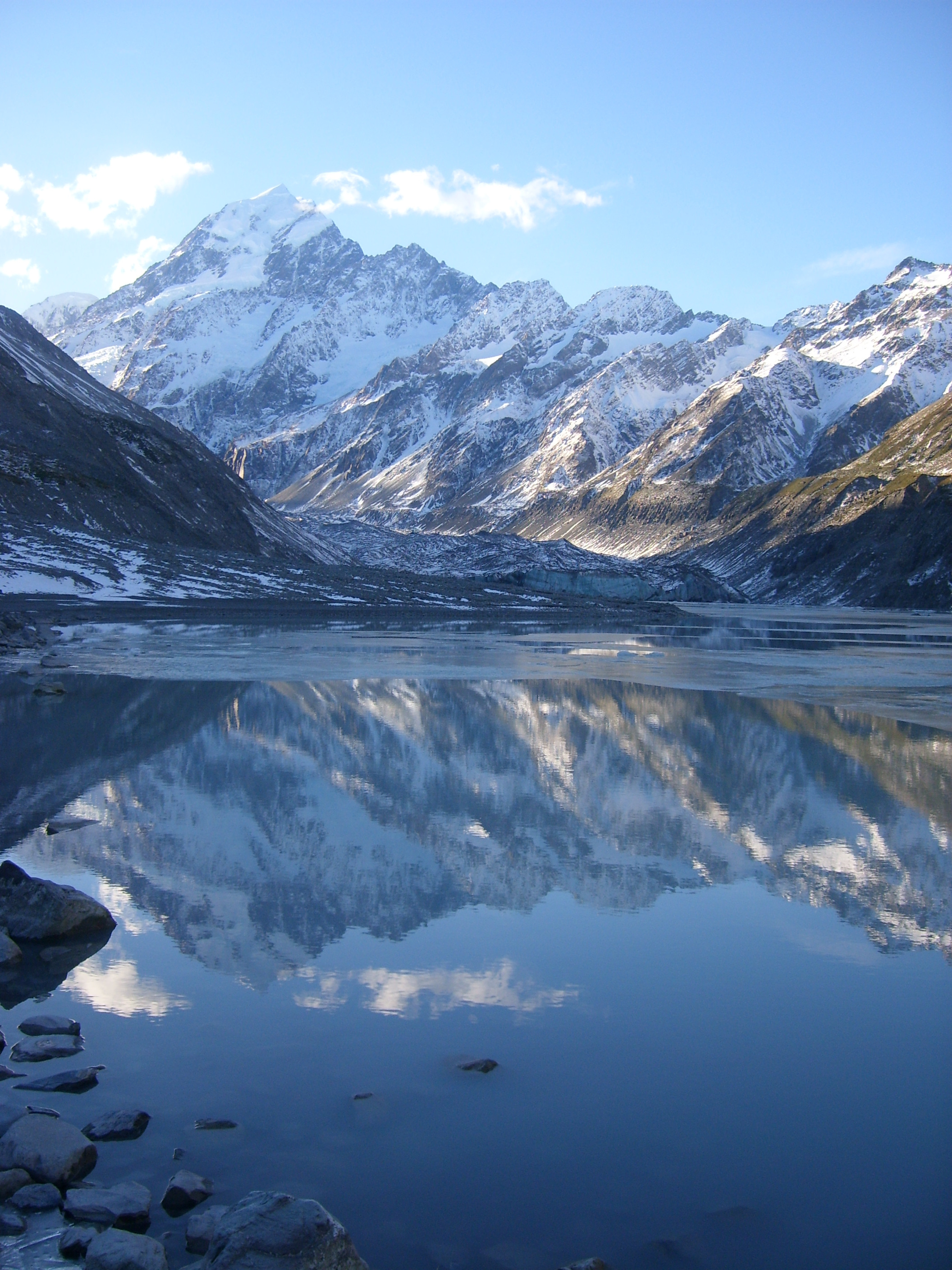
뉴질랜드에 최초로 도착한 제임스 쿡을 따서 지은 쿡 산

뉴질랜드의 역사는 700년 전 폴리네시아인들에 의해 발견된 후 시작되었다. 그들이 정착한 후 토지와 혈족 관계를 중심으로 한 마오리족이 그곳에 자리잡았다. 네덜란드 탐험가가 1642년 뉴질랜드에 도착했고, 18세기 이후부터 탐험가, 항해사, 상인, 모험가들이 꾸준히 방문하였다. 1840년, 영국과 마오리 추장들 사이에 와이탕이 조약이 서명되면서, 뉴질랜드는 호주와 동시에 영국의 식민지가 되었고 마오리 사람들은 영국 국민으로서의 권리를 인정받았다. 20세기부터는 유럽과 아시아 이민자들이 급증하였다. 영국령 식민지 뉴질랜드는 내전에 의해 잃은 땅을 복구하는데 성공한다. 뉴질랜드는 호주가 독립하고 난 뒤 임시 정부 수립을 하고 독립하게 된다.

## 폴리네시아인의 정착
뉴질랜드에 처음 정착한 폴리네시아인들은 폴리네시아의 동쪽으로부터 온 것으로, 이것은 DNA 검사 결과 약간의 멜라네시아인의 특징이 확인되었기 때문이다. 대체적으로 첫 정착민은 1000년과 1300년대경 사이에 온 것으로 추정된다. 이 정착민들의 후손들은 이후 마오리로 알려지게 되었고, 뚜렷한 고유의 문화를 형성하였다.

## 유럽인의 도래

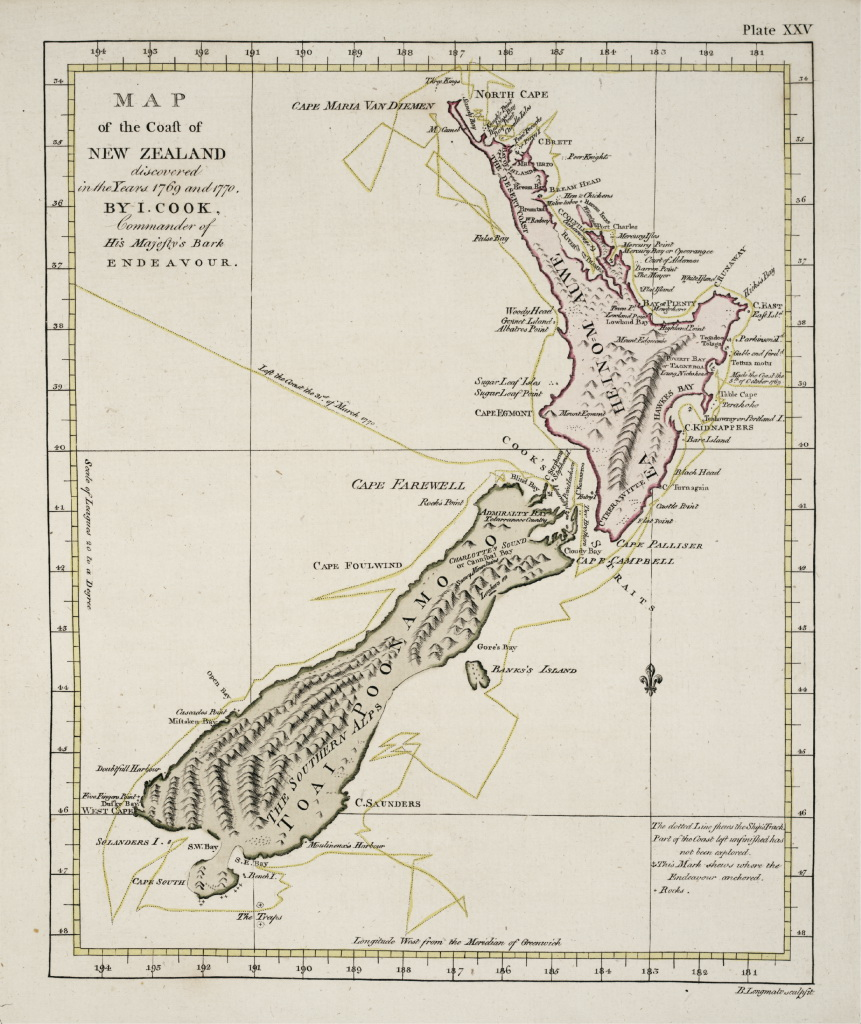
제임스 쿡이 그린 최초의 뉴질랜드 지도

뉴질랜드를 처음으로 찾은 유럽인은 1642년 남섬 서해안에 도착한 네덜란드의 아벌 타스만(Abel Janszoon Tasman)이었다. 그는 이곳을 네덜란드에 위치한 제일란트주의 이름을 따서 '노바젤란디아'라고 명명하였으며, 뉴질랜드는 이 말의 영어식 번역이다. 타스만 이후 뉴질랜드를 찾은 사람은 영국의 탐험가 제임스 쿡(James Cook) 선장이었다. 쿡 선장은 1769년에서 1777년에 걸쳐 여러 차례 이 지역을 답사하였다. 이어 1814년 런던에서 선교사가 와서 기독교 교회를 시작하였다. 그 무렵 이곳은 오스트레일리아의 뉴사우스웨일스주에 속한 식민지로서, 고래와 바다표범잡이의 기지로 이용되고 있었고, 카우리 나무를 벌채하기 위해서, 또한 물개의 모피를 찾기 위해서 상인들이 도래하게 되었다.

## 와이탕이 조약
본격적으로 식민지 개척이 시작되자, 식민에 의한 토지 매매와 관련하여 마오리족과 영국 간에 분쟁이 생겼고, 1840년 식민지 총독 윌리엄 홉슨과 마오리족은 마오리족을 보호해주는 대가로 뉴질랜드의 통치권을 영국에 양도하는 《와이탕이 조약》을 체결하였다. 뉴질랜드에 도래한 백인들은 마오리 사람들을 속여 물건을 약탈하고 죽였다. 뉴질랜드는 당시 세계에서 가장 무질서한 곳이었다. 그 이후부터 뉴질랜드회사, 오타고협회, 캔터베리협회 등을 통하여 각지에서 이민자가 건너오기 시작하였다. 그러한 이곳에 이주를 재촉한 사람이 에드워드 와케필드이다.
1837년에 그는 영국에 뉴질랜드협회를 세우고 식민운동을 시작했다음 해 뉴질랜드 토지회사를 설립하고는 뉴질랜드의 토지를 마음대로 팔았다. 이 토지를 매입한 사람들이 제1차 조직 이주민이 되는 것이다. 이렇게 원주민과 유럽인과의 접촉이 잦아지면서 교역이 시작되었고 그러면서 점차 마오리들의 입장에선 다음과 같은 이유에서 영국의 식민지가 되기를 원했다.
첫째로 대영제국의 막강한 해상 장악력 때문이었다. 당시 영국 해군은 프랑스 나폴레옹군을 해전에서 무찔러 해상에서 막강한 기세를 떨치고 있을 때였다.
두 번째로 뉴질랜드는 당시 중앙정부가 존재하지 않았고 통합된 지도자가 없어 유럽 이주민들과의 교류도 각 부족별로 이루어졌으며 따라서 협력과 커뮤니케이션에도 근본적인 한계가 있었다.
셋째로 전혀 다른 문화적 배경을 지닌 두 민족이 부딪히다 보니 충돌이 잦아졌고 유럽 이주민이 늘어나고 있음에도 이들을 다스릴 법률이나 규범이 존재하지 않았다. 그리고 교역이 이루어지면서 마오리 소유의 땅이 비조직적으로 무차별 팔려 나갔으며, 일부 마오리 추장들은 뉴질랜드가 프랑스에 의해 정복되지 않을까 심한 우려를 표명하여 영국의 보호를 요청하던 차였다. 실지로 1831년 13명의 북쪽 추장들은 영국의 윌리엄 4세에게 프랑스의 침공으로부터 지켜달라는 공식 청원을 하기도 했다.
결과적으로 마오리나 파케하 모두 법과 질서, 그리고 어떤 형태든 영국의 보호를 요구하고 있었다.이러한 상황중에 1840년 영국해군 장교 홉슨이 총독으로 뉴질랜드를 찾아온다. 그는 당시 영국인의 대리인으로서 와이탕이에 장기간 살고 있던 버스비의 집으로 가서 뉴질랜드를 영국의 식민지로 삼기 위한 협의를 한다. 그리고 2월 6일 아일랜즈 만의 와이탕이에 있는 제임스 버스비의 집에 각지의 마오리 추장 46명을 모아 뉴질랜드를 사실상 영국의 식민지로 하는 《와이탕이 조약》에 서명한 것이다. 그 후 7개월 동안 영국 관리들은 전국을 돌며 500명 이상의 추장 사인을 받아냈으며, 39명의 와이카토 추장들을 제외하곤 모두 사인을 했다.
와이탕이 조약은 3개조로 되어 있는 간단한 것이다.
- 뉴질랜드의 주권을 영국에 이양한다.
- 마오리인의 토지소유를 계속 인정한다. 그러나 이후 토지 매각은 영국 정부에게만 한다.
- 마오리 사람들은 앞으로 영국국민으로서의 권리를 인정받는다.

이 조약이 체결되고 뉴질랜드는 영국의 식민지로 출발하게 되었다. 와이탕이 조약은 뉴질랜드를 2민족국가로 규정짓는 성격의 것이었다. 그리고 뉴질랜드는 뉴사우스웨일스 식민지로부터 분리되어 영국의 직할 식민지가 되었다.
홉슨은 1842년 9월에 사망했고, 새로운 총독으로 로버트 피츠로이가 와서 마오리족의 관습을 인정하는 법률적인 조치를 취하게 된다.

## 마오리 전쟁
1843~1870년 사이에는 두 차례에 걸쳐 마오리 전쟁이 일어났다. 웨이크필드가 이끄는 뉴질랜드 토지회사의 지나친 토지 매수가 발단이 되어 일부 추장들은 영토를 확장하기 위해 토지 전쟁을 벌였고, 뉴질랜드 중부지역에선 토지 판매를 중단시키려는 King Movement가 일어났다.
1860년에 타라나키에서 초대 마오리 왕 포타토우 1세에게 집결한 마오리군과 영국군 사이에 마오리 전쟁이 발발했다. 이 전쟁은 북섬의 타라나키, 와이카토 지방을 중심으로 12년에 걸쳐 계속된다. 당시 영국군은 14,000명으로 영국 본토에 남아 있는 방위병력보다도 많은 숫자였다. 전쟁은 부분적으로 파케하에 의한 공식정부가 들어서기까지 계속되었고 1872년까지 마오리 소유로 남은 토지는 전국토의 1/6에 불과하기에 이르렀다. 결국 마오리족의 패배로 끝이 났는데, 자존심이 강한 마오리 사람들은 마음에 상처를 입고 미래에 대한 희망을 잃었다고 한다. 마오리 사람들이 다시 일어선 것은 1880년대의 마오리 부흥운동 이후이다.
한편, 영국은 마오리족의 반영(反英) 감정 완화를 위해 힘썼고, 식민지 회의에 마오리족 대표를 참가시키는 등 영국인과 동등하게 대우하려는 노력을 통해, 1870년부터는 인종분쟁이 끝나고 마오리족의 영국화가 시작되었다. 이처럼 마오리족과의 공존관계 설정을 통해 갈등을 해결하고자 한 노력은 다른 식민지에서는 좀처럼 찾아볼 수 없는 해법이어서 높이 평가되고 있다. 1852년에는 뉴질랜드 헌법에 따라 뉴질랜드 정부가 들어서게 되었다. 1882년 냉동선이 개발되자 오지도 낙농을 중심으로 개발이 크게 진척되었다.1890년대부터 뉴질랜드 국회는 여성의 투표권, 양로 연금 같이 진보적인 법률들을 발의하였다. 그 후 뉴질랜드는 개척이 진전됨에 따라 1907년 9월 26일 뉴질랜드 자치령이라는 영연방 내 자치령의 지위를 획득하였다.
1930년대부터는 높은 경제 성장을 이루었고 복지 국가로서 발전되었다. 1947년 11월 25일 영국으로부터 독립하였다. 제1·2차 세계대전 때에는 영국 본국과 함께 연합국의 일원이 되어 참전·활약하였다.

## 현대
1949년 7월 대한민국을 정식 승인하였으며, 1950년 한국전쟁 때에는 총 5,350명이 영국 연방으로 참전하였다. 대한민국과는 1962년 외교관계가 수립되었다. 마오리 문화는 르네상스를 거치며 1950년 많은 마오리들이 도시로 이동하기 시작하였다. 이로 인해 마오리 데모 운동이 확산되기도 하였다. 또한 1964~72년까지 베트남 전쟁에 군대를 파병하였다.
1951년에 오스트레일리아, 뉴질랜드, 미국은 공식적으로 안전보장조약(ANZUS Treaty)을 체결했다. 이는 태평양 지역 방어를 위한 군사동맹이다. 1980년대 경제에 대한 규제가 많이 줄었고 동성애자들에 대한 비범죄화 등의 자유주의적인 정책들이 만들어졌다. 영국과 미국을 따르던 외교 정책 역시 독립적으로 변하였다. 이후 정권들도 자유 경제 풍토에도 불구하고 대체로 이 정책들을 유지하고 있다. 1985년에는 비핵지대(Nuclear freezone)을 선언하였으며, 1985년 남태평양 국가들과의 비핵화 선언인 《라로통가 조약》(Treaty of Rarotonga)을 체결했다. 1987년 데이빗 레인즈가 이끄는 노동당에 의해 뉴질랜드 비핵지대 선언이 국회에서 통과되었다. 결과적으로, 미국 핵추진함에 대한 뉴질랜드 기항불허로 이어져 ANZUS조약의 권리가 중지되기도 했다. 2006년 기준 노동당(Labour Government) 헬렌 클라크(Helen Clark) 총리는 야당인 국민당(National Party)의 지지도 함께 이끌며 뉴질랜드 비핵지대(Nuclear-free zone)의 입지를 고수하고 있다.